# NaissanceE
NaissanceE (französisch für „GeburtE“ oder „EntstehungE“) ist ein Computerspiel des französischen Entwicklerstudios Limasse Five. Das Action-Adventure vereint Spielprinzipien der Genres Adventure, Jump ’n’ Run und Puzzle und wurde 2014 veröffentlicht.

## Handlung
Im Mittelpunkt von NaissanceE steht vor allem die Erkundung der Spielwelt und die Vermittlung der von ihr ausgehenden Atmosphäre. Eine Handlung im klassischen Sinn ist gar nicht bzw. höchstens in Ansätzen vorhanden.
Alle Informationen zur Geschichte von NaissanceE erhält der Spieler in einer kurzen Filmsequenz zu Beginn des Spiels. In dieser Szene flüchtet er durch futuristisch anmutende Gänge vor einem mysteriösen Wesen, das ihn zu verfolgen scheint. In seiner Eile tritt der Spieler auf eine im Boden eingelassene Falltür, die sich nach wenigen Augenblicken öffnet, sodass er durch einen Tunnel in den Untergrund hinabstürzt. Als der Spieler am Boden aufkommt, findet er sich in einem abstrakten, monochromen Raum wieder. Durch die Einblendung der Worte „Lucy is lost“ gibt NaissanceE schließlich den Namen der Protagonistin preis, in deren Rolle der Spieler schlüpfen wird.
Im gesamten Spielverlauf versucht die verzweifelte, sich verloren fühlende Lucy, einen Weg durch die ihr unbekannte Welt zu finden mit dem Ziel, dieser letztendlich zu entfliehen. Das Spiel endet mit einer Verfolgungsjagd, in deren Zuge Lucy vor einem gewaltigen Wesen fliehen muss, das die Auflösung der Welt von NaissanceE einzuleiten scheint. Es gelingt ihr, die Welt durch ein Tor zu verlassen; dahinter befindet sich weiße Leere. Vor dem Abspielen der Credits werden die Worte „The Beginning“ eingeblendet.
Informationen zur Beschaffenheit der Welt von NaissanceE, dem Grund ihrer Existenz sowie den Ursachen für Lucys Situation werden zu keiner Zeit gegeben. Dahinter könnte der philosophische Grundgedanke des Spiels stehen, Akzeptanz oder gar Wertschätzung für das Gefühl der Einsamkeit zu vermitteln. Wie Lucy in der ihr unbekannten, rätselhaften Welt ist auch der Mensch dem Gefühl des Verlorenseins ausgesetzt, wenn man seine Existenz im riesengroßen Universum betrachtet, das nach wie vor viele Fragen aufwirft. Dennoch kann der Mensch über die Schönheit der Welt staunen und sich an ihr erfreuen. Wie Lucy ist er der Welt ausgeliefert, die ihn auf seinem Lebensweg begleitet und manipuliert.

## Spielprinzip und Technik
Bei NaissanceE handelt es sich um ein 3D-Action-Adventure. Im Fokus steht die Erkundung der Welt, wobei Rätselelemente (wie die Interaktion mit Lichtkugeln zur Kontrolle von Licht und Schatten) und Elemente aus Plattformspielen das Weiterkommen erschweren. Das Spiel ist grundsätzlich linear aufgebaut, d. h. der Spieler folgt einem festen vorgegebenen Weg. Zwischendurch gibt es jedoch immer wieder auch offen gestaltete Bereiche, die der Spieler nach eigenem Ermessen erkunden kann.
Die Spielwelt ist abstrakt, karg und monochrom gestaltet. Sie besteht zu großen Teilen aus schwarzen, grauen oder weißen Formen, die Wände, Böden oder Decken bilden und durch ihr Zusammenwirken Landschaften und Architektur ausbilden. Dadurch erscheint die Welt mysteriös, fremdartig und futuristisch.
Der Spieler erlebt das Spielgeschehen aus der Egoperspektive und kann sich frei im dreidimensionalen Raum bewegen. Waffen oder Items kommen nicht zum Einsatz, auch auf Kämpfe gegen feindselig eingestellte Gegner wird vollständig verzichtet.
Ein charakteristisches Merkmal stellt der Mechanismus der Atmungskontrolle dar. Hierbei muss der Spieler in regelmäßigen Abständen die linke Maustaste betätigen, wenn er über längere Strecken rennen möchte, um nicht außer Atem zu kommen. Andernfalls verschwimmt sein Sichtfeld und er kann nicht mehr weiterrennen, bis Lucy sich erholt hat.

## Entwicklung
NaissanceE wurde vom französischen Spieleentwickler Limasse Five basierend auf der Unreal Engine geschaffen und am 13. Februar 2014 auf Steam veröffentlicht. Die Spielmusik stammt von den Komponisten Pauline Oliveros, Patricia Dallio und Thierry Zaboitzeff.

## Rezeption
Die Rezensionen von NaissanceE sind überwiegend ausgeglichen bis positiv. Aus 12 Wertungen aggregierte Metacritic eine Punktzahl von 66 aus 100. Bei GameStar erhielt das Spiel 65 von 100 möglichen Punkten mit der Begründung „stilsicher, faszinierend, aber wenig Spiel.“
Petra Schmitz von GameStar und Peter Bathge von PC Games kritisierten vor allem das Fehlen einer klassischen Handlung, die Kombination von Egoperspektive und Jump-’n’-Run-Elementen, die unübersichtliche Wegeführung, das Fehlen eines Belohnungssystems sowie die schlechte Platzierung von Speicherpunkten. Positiv hoben beide hingegen die beeindruckende grafische Gestaltung der abstrakten Welt sowie die musikalische Atmosphäre des Spiels hervor.
Indie Statik beschrieb NaissanceE mit den Worten: „Das Werk von Limasse Five, NaissanceE, ist Einsamkeit. Es ist eine Erkundung des Selbst. Es ist ein Willenstest. Es ist die Entdeckung deines persönlichen Trostes.“